# Arena (California)
Arena es un área no incorporada ubicada en el condado de Merced en el estado estadounidense de California.

## Geografía
Arena se encuentra ubicada en las coordenadas 37°22′15″N 120°40′35″O / 37.37083, -120.67639.